# Howling III
Howling III (bra Grito de Horror 3 - A Nova Raça) é um filme australiano de 1987, dos gêneros terror e comédia, escrito e dirigido por Philippe Mora baseado no romance The Howling III: Echoes, de Gary Brandner.
Apesar do autor Gary Brandner ter aprovado o direito ao nome The Howling e os créditos de tela afirmarem que é baseada na sua obra, o filme não tem relação com o romance de 1985, definido nos EUA como tendo uma trama completamente diferente.[carece de fontes?]

## Sinopse
Na Austrália, a população de lobisomens evoluiu de forma diferente e gerou uma espécie paralela às demais espalhadas pelo mundo. Essa nova raça de monstros chama-se marsupial e tem por novas características o fato de ter filhotes menores e menos desenvolvidos e ser ainda mais violenta que as demais.
Jerboa é uma jovem marsupial que fugiu de seu clã e conhece um rapaz americano chamado Donny, pelo qual se apaixona. Porém, sua família não medirá esforços para trazê-la de volta. Ao mesmo tempo, clãs rivais, o exército norte-americano e um pesquisador em busca da verdade entram no caminho do casal de namorados. Tudo isso em meio aos belos cenários do interior da Austrália, a famosa região conhecida como Outback.[carece de fontes?]